# 617年
| 千纪： | 1千纪 |
| 世纪： | 6世纪 \| 7世纪 \| 8世纪 |
| 年代： | 580年代 \| 590年代 \| 600年代 \| 610年代 \| 620年代 \| 630年代 \| 640年代 |
| 年份： | 612年 \| 613年 \| 614年 \| 615年 \| 616年 \| 617年 \| 618年 \| 619年 \| 620年 \| 621年 \| 622年 |
| 纪年： | 丁丑年（牛年）；高昌义和四年；隋大业十三年，义宁元年；朱粲昌達三年；林士弘太平元年；窦建德丁丑元年；李密永平元年；刘武周天兴元年；郭子和正平元年；薛举秦兴元年；萧铣鸣凤元年；曹武徹通聖元年；李軌安樂元年；新罗建福三十四年 |

## 大事记
- 林士弘繼承操師乞勢力，改元太平。
- 正月，竇建德在樂壽（今河北滄州獻縣）稱長樂王，年號丁丑。
- 正月，隋煬帝命令江都通守王世充率兵討伐盧明月，盧明月兵敗南陽。
- 七月，隋煬帝為解瓦崗軍急攻東都之圍，命左御衛大將軍涿郡留守薛世雄率領三萬幽、薊兵南下，會同江都通守王世充等馳援洛陽，行至在河間為長樂王竇建德之軍所偷襲，爆發河間之戰，薛世雄全軍覆沒退歸涿郡，未幾而卒。
- 杜伏威擊敗隋朝名將陳稜，在淮南的歷陽（今安徽和縣）自稱總管。
- 突厥冊封劉武周為「定楊可汗」，劉武周遂自稱皇帝，國號“漢”，改元天興。
- 突厥攻擾晉陽之戰。
- 梁師都聯兵突厥共同對抗隋朝，攻佔弘化、延安等郡以為根據以稱帝，國號為梁，後建元永隆。
- 郭子和結集地方士人殺郡丞王才，開倉賑民，自立為永樂王，建元為正平。
- 薛舉號稱西秦霸王，年號泰興，擊敗隋的地方軍隊，佔領隴西地區，隨即稱帝於蘭州。
- 薛舉派他的兒子薛仁果攻打扶風郡，唐弼殺死李弘芝請求歸降，薛仁果乘唐弼沒有防備攻取汧源，唐弼逃到扶風郡，被扶風太守竇璡所殺。
- 蕭銑自稱梁王，年號鳴鳳，割據長江中游地區。
- 李軌在甘肅河西舉兵，自稱河西大涼王，建元安樂。
- 晉陽起兵，六月太原留守李淵正式起兵，十一月攻克長安，立楊侑為皇帝，尊隋煬帝為太上皇，自為大丞相、唐王。但炀帝对此不知情，仍以皇帝自居及使用大业年号。
- 瓦崗軍攻陷滎陽附近的洛口倉、回洛倉和黎陽倉，實力倍增，翟讓讓位李密，李稱魏公，年號永平，正式起兵反隋，以洛口為都，成為中原實力首屈一指的割據勢力。
- 瓦崗軍發生內訌，十一月翟讓被李密用計殺死，李密並收服單雄信和徐世勣。

### 中东及地中海地区
- 萨珊波斯将领Shahin Vahmanzadegan占领安纳托利亚城市迦克墩，并威胁东罗马首都君士坦丁堡。东罗马皇帝拉克略向波斯人支付岁币乞和[1] 。Shahin Vahmanzadegan于是罢兵撤回叙利亚，转而攻击埃及地区[2]。
- 阿瓦尔人假意遣使东罗马皇帝希拉克略，实则劫盟，希拉克略及时警觉，之后阿瓦尔人洗劫了色雷斯地区。[3]

## 各国领袖

### 非洲
- 阿克苏姆帝国 - Armah, 国王 (614–660)

### 美洲
- 玛雅 - 巴加尔二世, 帕伦克君主 (615–683)

### 亚洲
- 中国 -
  - 隋朝
    1. 隋炀帝, 中国皇帝 (604–618)
    2. 杨侑, 中国皇帝 (617–618)

  - 主要割据势力：朱粲(楚帝615–619)，林士弘(楚帝616–622)，李密(魏公617–618)，刘武周(定杨可汗617–620)，梁师都(梁帝617–628)，郭子和(永乐王618)，薛举(西秦帝617–618)，萧铣(梁帝617–621)，窦建德(永乐王617–618)
- 突厥
  - 东突厥 - 始毕可汗 (609–619)
  - 西突厥 - 射匮可汗 (611–618)
- 高昌 - 高昌义和王, 高昌王 (613–620)
- 吐谷浑 - 伏允, 可汗 (597–635)
- 日本 (飞鸟时代) - 推古天皇, 日本天皇 (593–628)
- 朝鲜半岛 (朝鲜三国) -
  - 百济 - 武王, 百济王 (600–641)
  - 高句丽 - 婴阳王, 高句丽王 (590–618)
  - 新罗 - 真平王, 新罗王 (579–632)
- 北印度 - 戒日王 (606–648)
- 遮娄其王朝 - 補羅稽舍二世（英语：Pulakesi II）, 遮娄其王朝君主 (609–642)

### 中东
- 波斯 - 霍斯劳二世, 波斯皇帝 (590–628)

### 欧洲
- 阿瓦尔 -
  - 巴颜二世（英语：Bayan II）, 阿瓦尔可汗 (602–617)
  - 欧嘉纳（英语：Organa）, 摄政 (617–630)
- 拜占庭帝国 - 希拉克略 (610–641)
- 法兰克王国 - 克洛塔爾二世, 法兰克墨洛温王朝国王 (613–629)
- 伦巴底王国 - 阿达罗尔德 (616–626)
- 英格兰 (七国时代) - 东盎格利亚, 不列颠的统治者（Bretwalda）
  - 东盎格利亚 - 雷德沃尔德 (593–624)
  - 埃塞克斯王国 -
  - 塞克斯瑞德（英语：Sexred） (616–617)
  - 萨厄德（英语：Sæward of Essex） (616–617)
  - 西吉伯特一世（英语：Sigeberht I of Essex） (617–653)
  - 肯特王国 - 伊德鲍尔德（英语：Eadbald of Kent） (616–640)
  - 默西亚王国 - 诺森布里亚 - 埃德温（英语：Edwin of Northumbria）, 诺森布里亚王(616–632)
  - 萨塞克斯王国 -韦塞克斯 - 西内吉尔斯, 韦塞克斯王 (611–643)
- 苏格兰
  - 达尔里阿达 - Eochaid Buide奥凯德, 达尔里阿达（Dál Riata）王 (608–629)
  - 斯特拉斯克莱德王国 -

  1. 康斯坦丁（英语：Constantine of Strathclyde） (612–617)
  2. 内索恩（英语：Neithon of Strathclyde） (617–621)
- 西哥特王国 - - 希瑟布特（英语：Sisebur）(612–621)
- 威尔士 -
  - 格威尼德王国 - Cadfan ap Iago (613-c.625)

## 出生
- 松赞干布

## 逝世
- 薛世雄——隋朝著名軍事將領。
- 翟讓——隋末民變瓦崗軍領袖。
- 盧明月——中國隋末民變領導者。
- 李弘芝——中國隋末民變領導者。
- 唐弼——中國隋末民變領導者。